# Museu de História Natural de Mato Grosso
O Museu de História Natural de Mato Grosso ou MHNMT, é uma instituição de salvaguarda de acervo de grande relevância histórica, científica e cultural com artefatos arqueológicos, paleontológicos e etnográficos do estado de Mato Grosso. Fundado em 2006 pela Secretaria de Estado de Cultura, Esporte e Lazer (Secel) em parceria com o Instituto Ecossistemas e Populações Tradicionais (ECOSS), é referência nacional no estudo da Megafauna, o museu conta com uma exposição permanente dividida em três vertentes: Paleontológica, Arqueológica (pré-histórica e histórica) e Etnológica. Durante a exposição são abordados temas como a origem da Terra, as transformações de sua biodiversidade (focando especialmente na biodiversidade pré-histórica de Mato Grosso), as populações originárias mato-grossense e a diversidade cultural dos povos indígenas.
O Museu de História Natural de Mato Grosso tem como missão ser um espaço de memória, divulgação e pesquisa da pré-história e das culturas de populações tradicionais mato-grossenses, além de sensibilizar a população sobre a urgência da proteção ambiental e da construção de hábitos sustentáveis e também promove exposições temporárias e itinerantes, além de organizar uma programação mensal repleta de atividades educativas, criativas e lúdicas.
O MHNMT está abrigado no casarão colonial conhecido como Casa Dom Aquino, Patrimônio Histórico do Estado de Mato Grosso desde 1997, que foi construído em 1842 por José Antônio Murtinho, sendo local de nascimento e residência de dois personagens importantes para a história do estado: Joaquim Duarte Murtinho (1848-1911) e Francisco de Aquino Correia (1885-1956).
Entre suas instalações destaca a Biblioteca "Maria Lucia Franco Pardi" com obras que dialogam com as temáticas abordadas pelo Museu; a Reserva Técnica, que salvaguarda artefatos da coleção de referência paleontológica e arqueológica, além de acervos etnológicos por meio de parceria com o Instituto Ecoss, o qual está apto pelo IPHAN para emissão de endossos institucionais; o auditório; Parquinho infantil; Café Nhô Dino, além de 10.000 m² de área verde com acesso ao Rio Cuiabá e um viveiro de mudas, que são doadas para a população.

## Coleção
O MHNMT abriga coleção de grande significância para o estado de Mato Grosso com mais de 75 mil artefatos. Ela é cuidadosamente mantida de forma a narrar a história da vida no nosso planeta. Fazem parte da coleção os seguintes acervos: Paleontológico; Arqueológico Pré-histórico; Arqueológico Histórico; e Etnológico. Vale ressaltar os notáveis fósseis da Megafauna do acervo paleontológico, considerados por especialistas como uma dos mais bem preservadas do Brasil. A preparação dos acervos destinados à exibição pública é separada da dos artefatos de referência e de pesquisa, que ficam salvaguardados de forma segura na Reserva Técnica do Museu.

## Acervo Paleontológico
O Acervo paleontológico do MHNMT é composto por pelo menos um artefato representativo de cada grande Era geológica (Era Pré-Cambriana; Era Paleozoica; Era Mesozoica; e Era Cenozoica), que vão desde fósseis de microrganismos, como os estromatólitos, passando pelos fósseis de dinossauro e até animais da megafauna, como o mastodonte, a preguiça-gigante e o tatu-gigante. Ressalta-se que todas as peças deste acervo foram encontradas no estado de Mato Grosso e são resultados de projetos de pesquisas e de prospecção desenvolvidos pelo Instituto Ecoss com o apoio da Fundação de Amparo a Pesquisa do Mato Grosso (FAPEMAT), a Universidade Federal de Mato Grosso (UFMT), Universidade de Várzea Grande (Univag) e Archaeo Pesquisas Arqueológicas. Em sua coleção existem, aproximadamente, 1.200 fósseis, que foram doados ao Museu pelo Instituto Ecoss; os principais projetos são: 1) Gruta do Curupira; 2) Projeto de Pesquisa Devoniano-Siluriano (anos 2000); e 3) Projeto Dinossauros.

### Projetos de Pesquisa paleontológicos

#### Gruta do Curupira (anos 1990 e 2000)

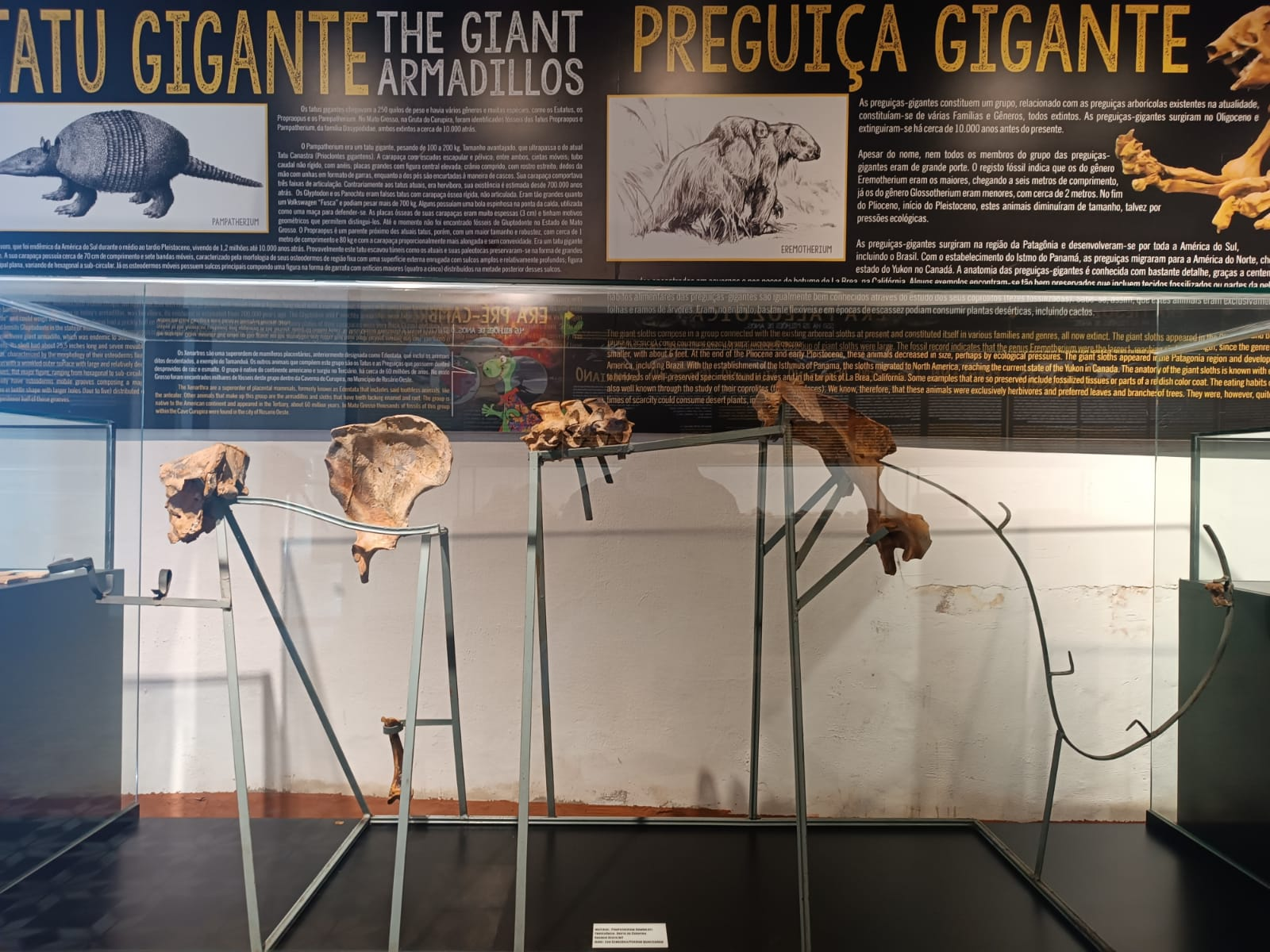
Fósseis do Pampatherium humboldti expostos no MHNMT.

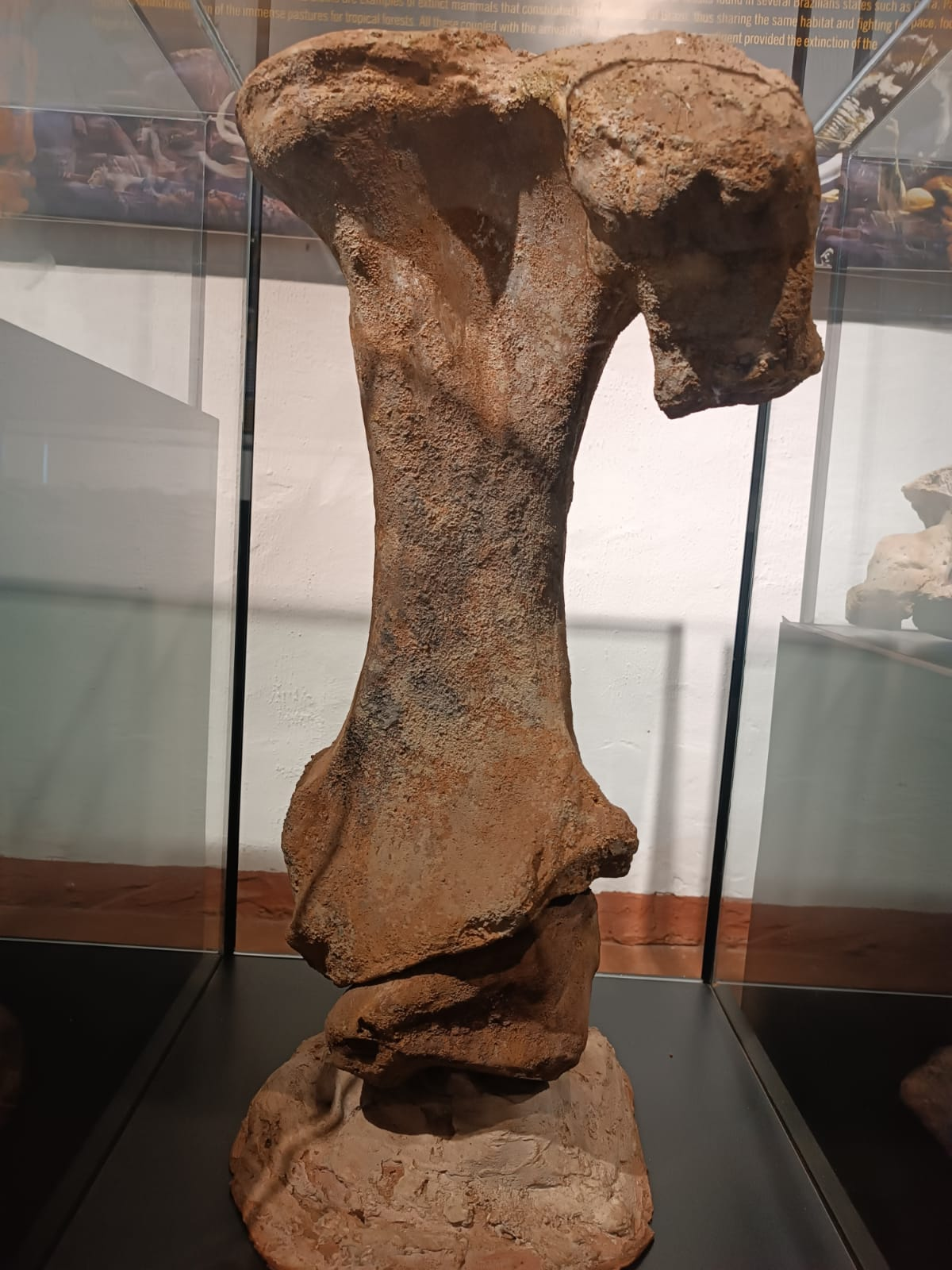
Réplica da fêmur do Eremotherium laurillardi em exposição no MHNMT, o fóssil está salvaguardado na Reserva Técnica.

O Projeto Gruta do Curupira foi realizado pela arqueóloga Suzana Hirooka no distrito de Bauxi, município de Rosário Oeste, nos anos 1990 e 2000. A prospecção de fósseis desta pesquisa foi responsável por formar o maior acervo de animais da megafauna existente em Mato Grosso. Deste grupo, destacam-se os fósseis encontrados durante esse projeto dos seguintes animais: Pampatherium humboldti, Eremotherium laurillardi e Glossotherium.
Pampatherium humboldti ou tatu-gigante era um animal que poderia chegar até os três metros de comprimento e pesar mais de 200 kg. Estes animais geralmente se assemelhavam aos tatus, principalmente no formato do crânio, focinho longo e presença de três áreas na carapaça (cintas móveis, escudos escapulares e pélvicos). No MHNMT estão em exposição os fragmentos da carapaça até partes como tíbia e fêmur (veja os mais de 180 fósseis do Pampatherium na coleção digital do MHNMT).
Eremotherium laurillardi ou preguiça-gigante que, em pé, chegaria até os seis metros de altura e poderia pesar até 5 toneladas. Entre os fósseis Deste animal, o MHNMT expõem para o público a réplica do fragmento do fêmur, osteodermas, metacarpos, metatarsos (veja os mais de 100 fósseis da Eremotherium laurillardi na coleção digital do MHNMT).

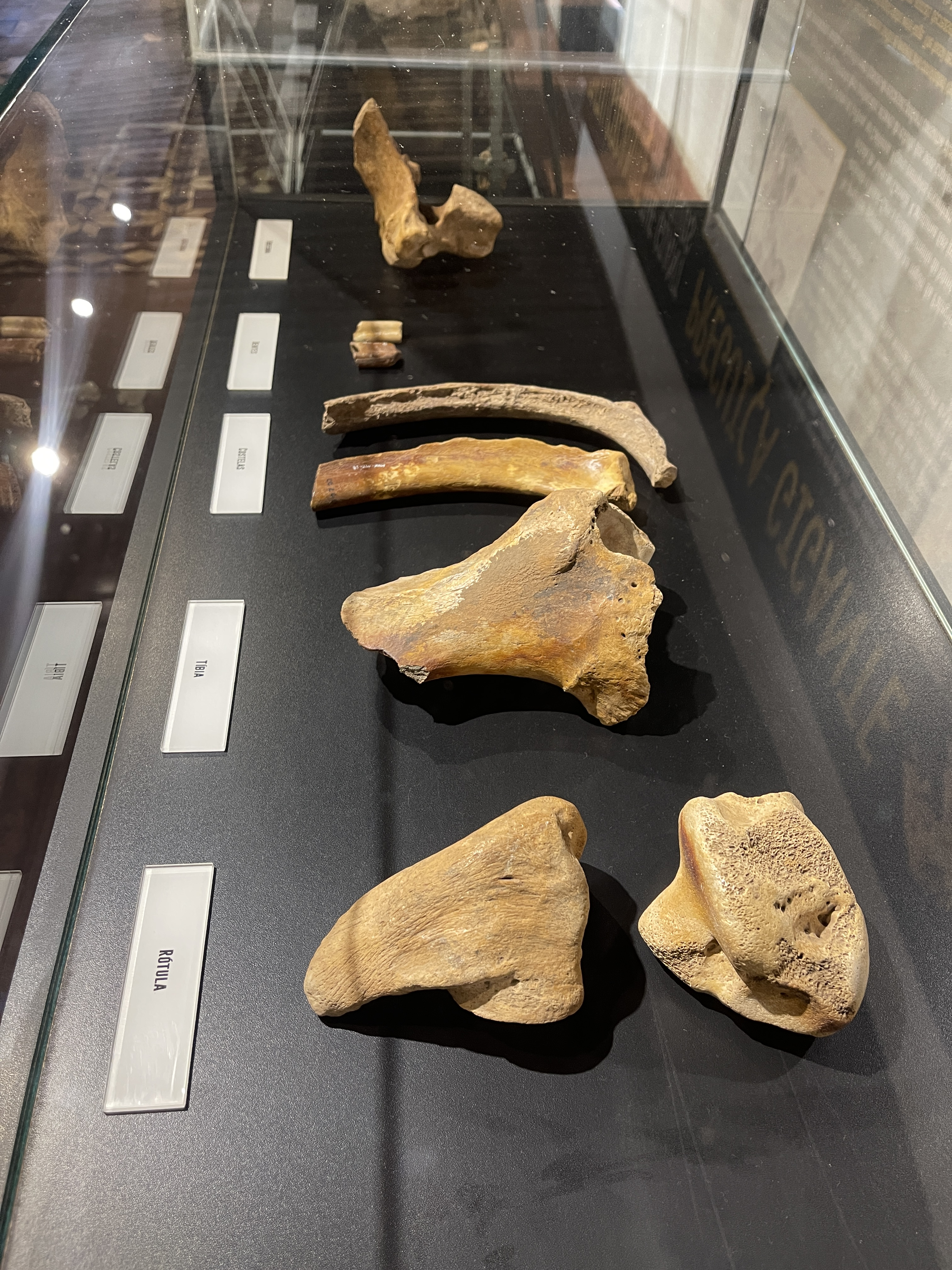
Fósseis da Glossotherium em exposição no MHNMT.

Glossotherium outra espécie de preguiça, menor do que a Eremotherium laurillardi, que atingiria, em pé, até dois metros de altura e pesava cerca de 1,5 toneladas. Entre os fósseis em exposição no MHNMT deste animal estão: dentes, vértebras, costelas e tíbia (veja os fósseis da Glossotherium na coleção digital do MHNMT).
Projeto de Pesquisa Devoniano-Siluriano (anos 2000)
Este projeto de pesquisa foi realizado pelo Instituto Ecoss em parceria com a Universidade de Várzea Grande (Univag), no município de Chapada dos Guimarães/MT. A partir dele foi possível realizar a prospecção de Brachiopodas, moluscos, trilobita fossilizadas (do período devoniano-siluriano), uma evidência científica que prova que a região de Chapada já foi mar. Atualmente estes artefatos estão salvaguardados e expostos no Museu de História Natural de Mato Grosso.

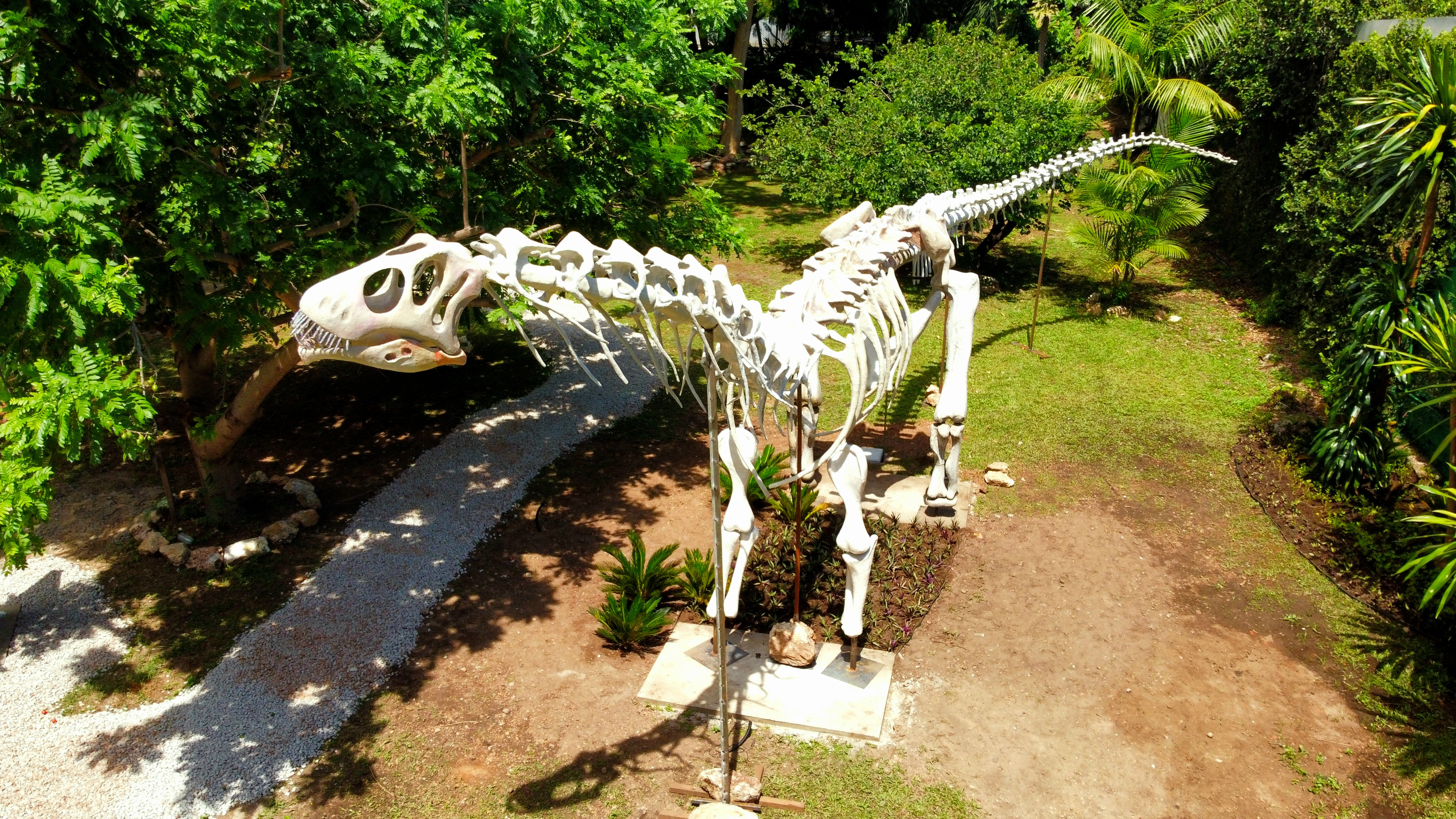
Réplica osteológica do Titanossauro, com mais de 20 metros de comprimento e 4 metros de altura. Criada pelo paleoartista Carlos Scarpini.

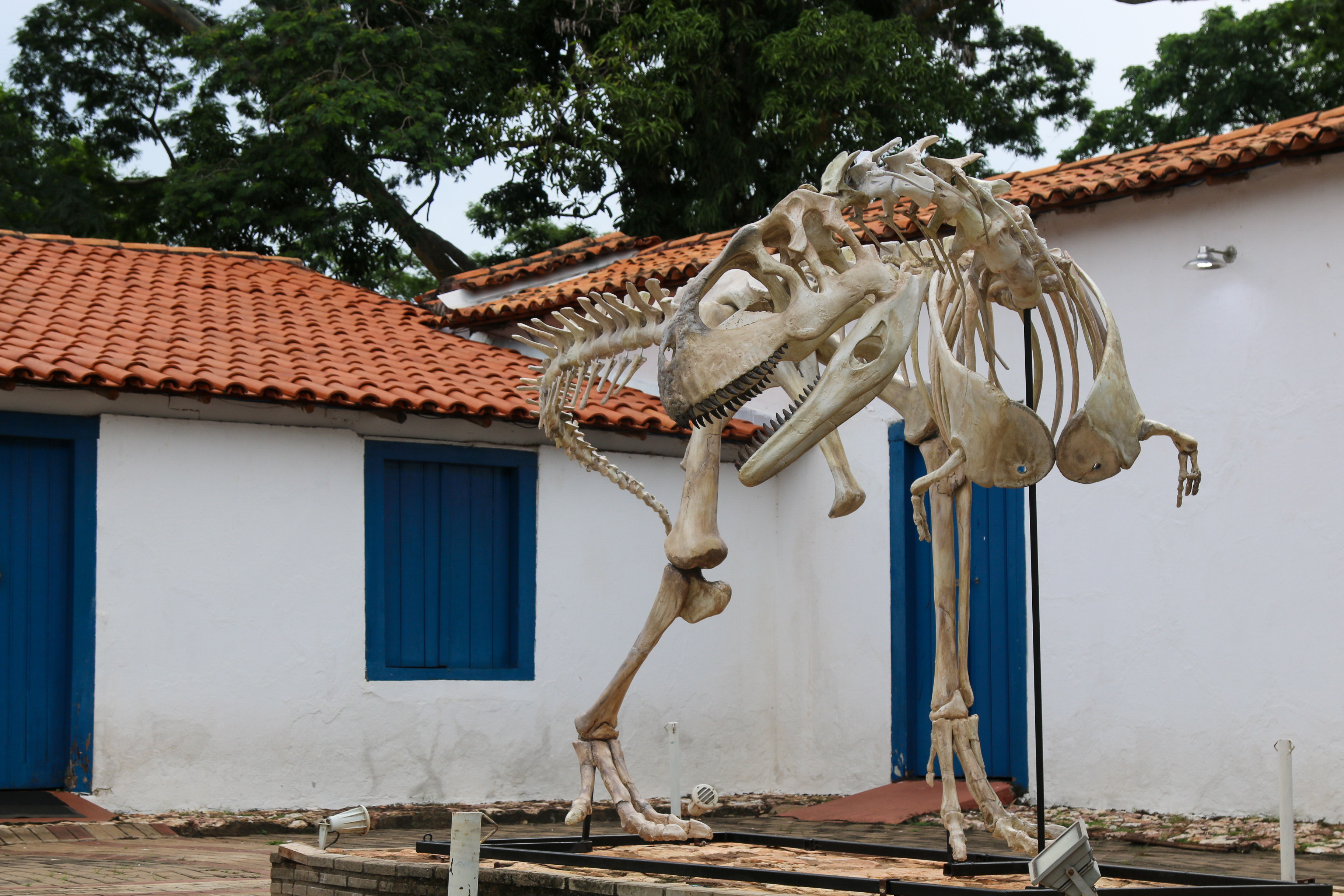
Réplica osteológica do Pycnonemosaurus nevesi, com cerca de 4 metros de altura e 9 metros de comprimento. Criada pelo paleoartista Carlos Scarpini.

#### Projeto Dinossauros (2008 e 2010)
Este projeto idealizado pelo Instituto Ecoss foi realizado em parceria com a FAPEMAT em Chapada dos Guimarães. A partir deste projeto, foram feitas descobertas de importantes fósseis de dinossauros que habitaram a região. Entre eles, cabe citar o Pycnonemosaurus nevesi e Titanosaurus. Além desses fósseis, o MHNMT expõe na área externa as réplicas osteológicas destes dois animais em tamanho real. Ressalta-se que a réplica do Titanossauro é a maior do Brasil.

## Acervo Arqueológico

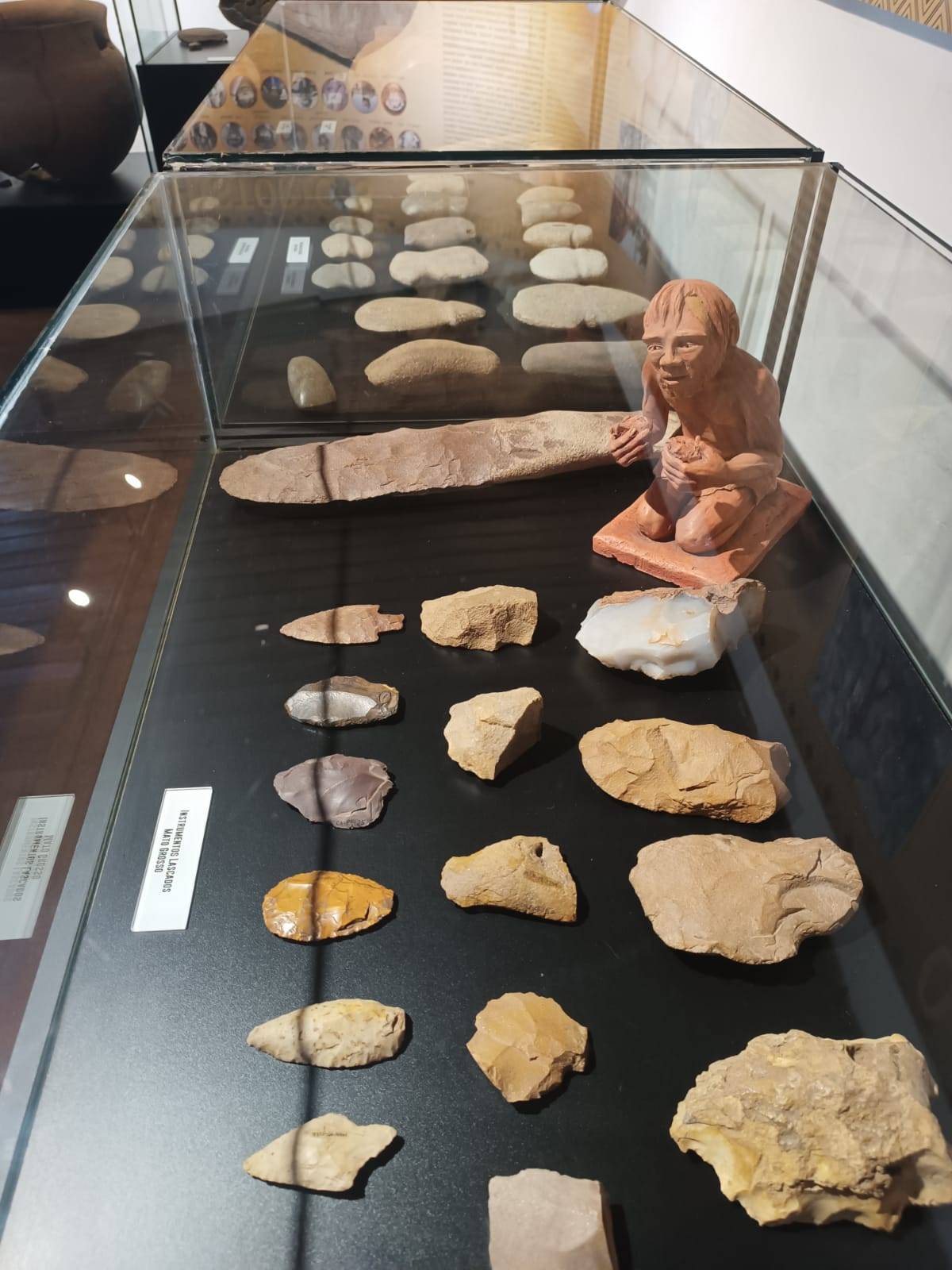
Artefatos líticos pré-históricos mato-grossenses expostos no MHNMT.

O acervo arqueológico do MHNMT está dividido em Pré-Histórico (grupos humanos sem escrita) e Histórico (após o sistema de escrita). Ressalta-se que estes artefatos são resultados de pesquisas do Instituto Ecoss, em diversas regiões do estado de Mato Grosso.

### Arqueológico Pré-Histórico
Entre os artefatos arqueológicos, que fazem parte deste período, e que estão em exposição no MHNMT, destacam-se: pontas de flechas e lanças, instrumentos lascados e urnas funerárias das civilizações ameríndias (povos caçadores-coletores do paleolítico); machados polidos e fragmentos de cerâmicas (povos agricultores e ceramistas do neolítico).

### Arqueológico Histórico

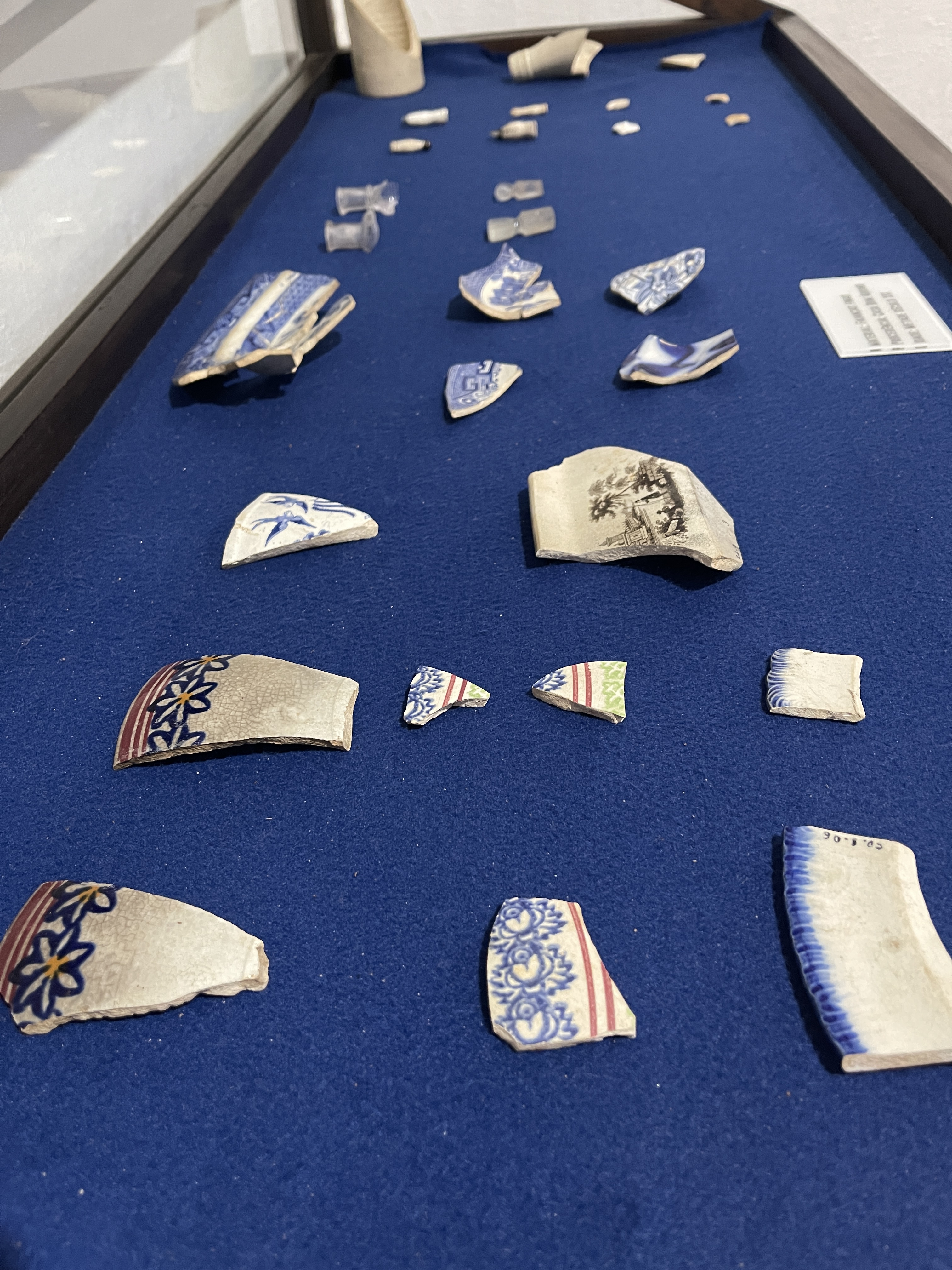
Fragmentos de louças e faianças europeias expostas no MHNMT.

O acervo arqueológico histórico do Museu é composto por objetos do período colonial, como fragmentos de porcelanas, faianças de origem europeia e cerâmicas produzidas por remanescentes africanos, que na época viviam uma condição de escravidão. Estes importantes artefatos são frutos de uma pesquisa do sítio-escola de escavação arqueológica no entorno da Casa Dom Aquino, em Cuiabá, a qual foi desenvolvida pelo Instituto Ecoss em parceria com a Univag, entre os anos de 2003 e 2004.

## Acervo Etnológico
O Museu conta ainda com importantes artefatos antropológicos em exposição, que compõe o acervo etnológico. Todas estas peças foram doados pelos indígenas para o Museu. Nesse sentido, destacam-se a presença de artefatos de duas etnias mato-grossenses: Karajá  e Waurá.

### Etnia Karajá

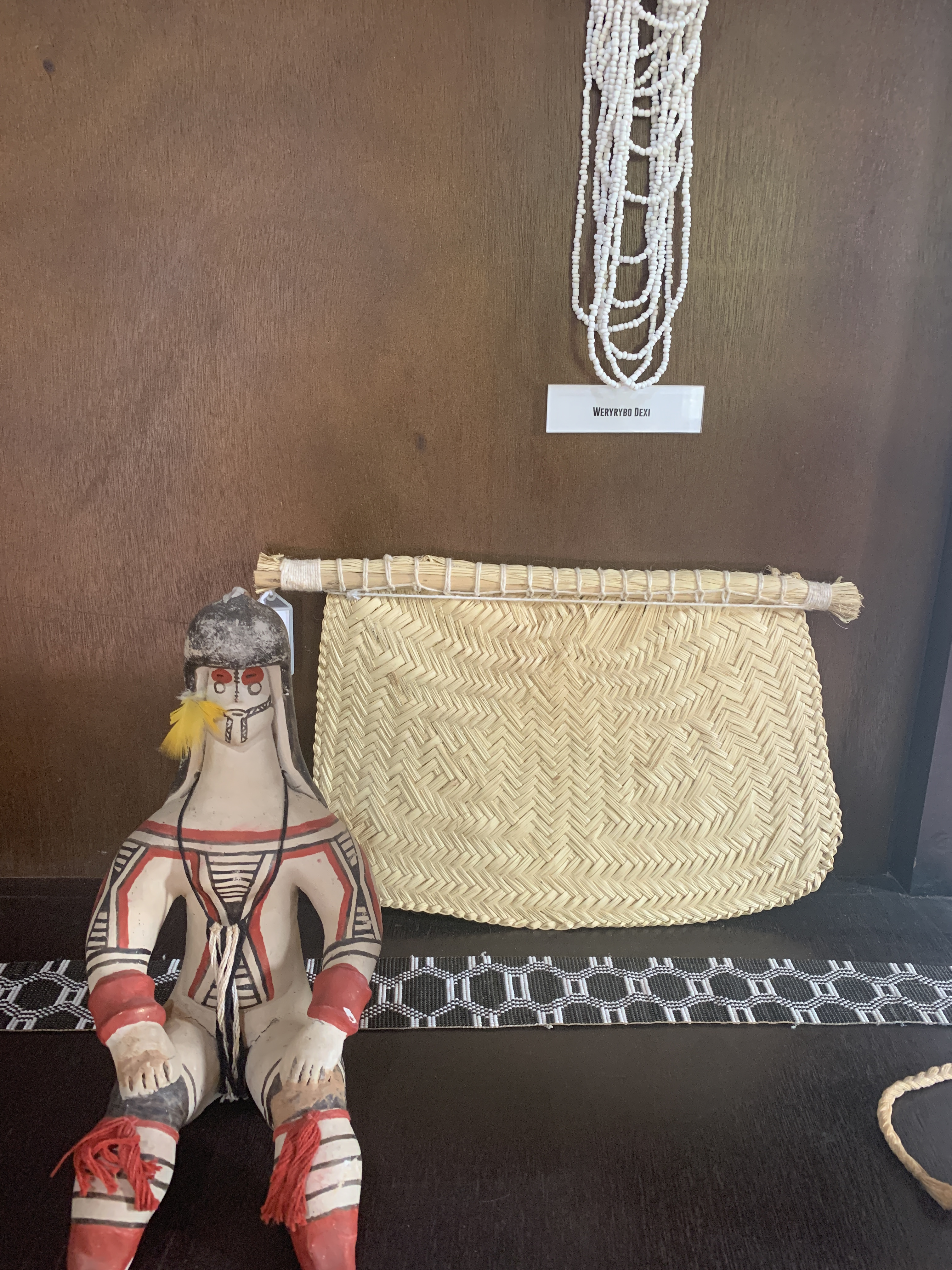
Karajá: boneca Idjadoma, cinto, abanador de palha e colar de miçangas (mais acima).

Entre os objetos da etnia karajá, que se autodesignam Iny [i’nã], destacam-se a boneca Idjadoma, que pertence a classe de bonecas Ritxõkò/Ritxòò, patrimônio cultural do Brasil desde 2012. Este é um artefato importante para a etnia, sobretudo devido ao processo de manufatura da boneca, realizado apenas pelas mulheres da aldeia e ensinado de geração em geração. As bonecas Karajá possuem o papel de indicar a fase da vida para as meninas mais novas. Outros itens desta etnia, que fazem parte da exposição são: colares, braceletes, abanador de palha e cinto.

### Etnia Waurá

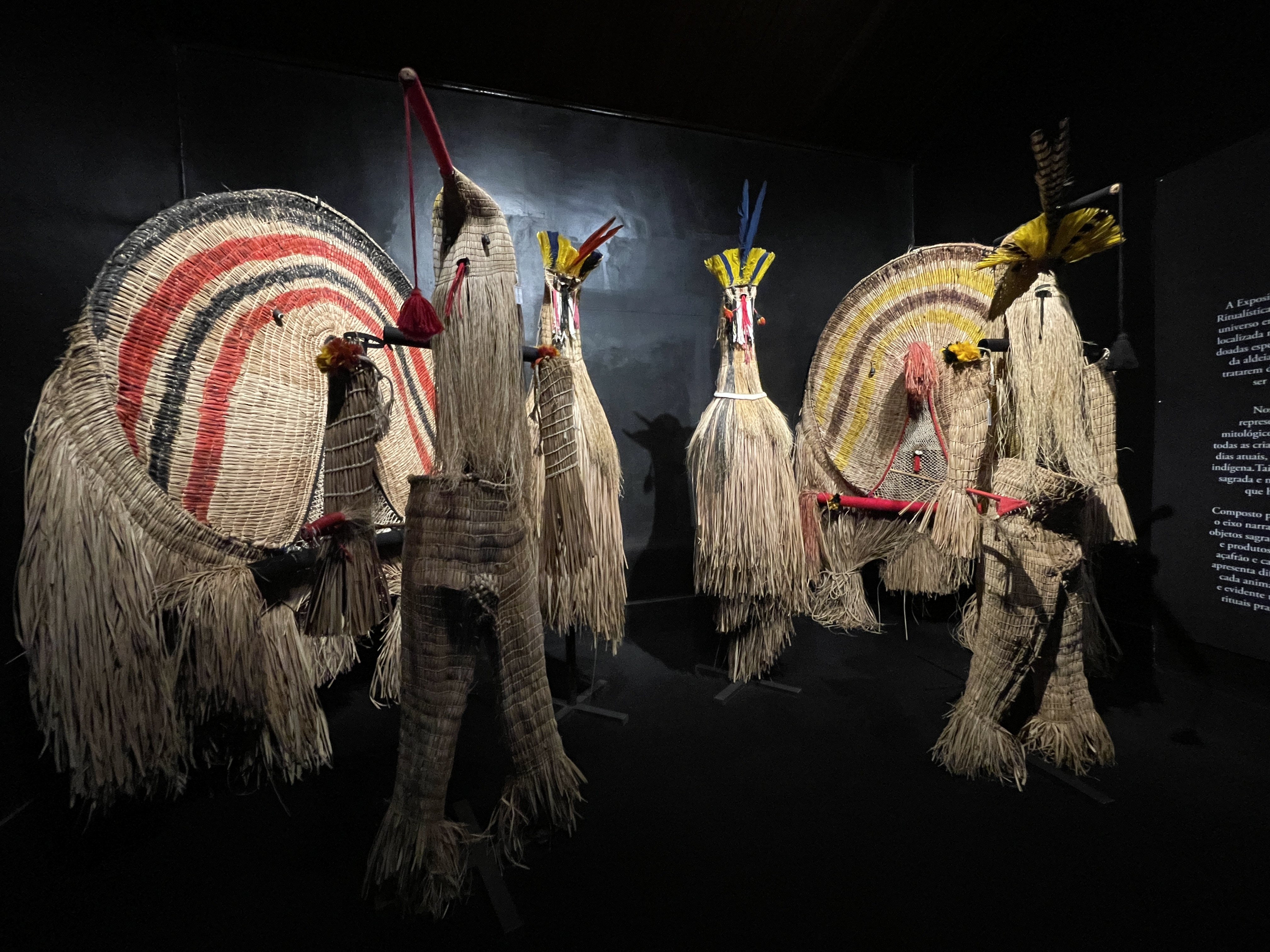
Máscaras sagradas Waurá em exposição no MHNMT.

A etnia Waurá da aldeia Piyulaga, no Município de Gaúcha do Norte, no Alto Xingu, também se faz representar na exposição do MHNMT com as máscaras sagradas Waurá, que foram doadas especialmente para o Museu. Estes artefatos carregam em si a representatividade de seres-espíritos apapaatai - remanescentes mitológicos de tempos imemoriais, em que havia interação direta entre todas as criaturas e que permanecem presentes no cotidiano Wuará. Tais máscaras são receptáculos físico de toda essa representação sagrada e mística. Sua confecção e o ritual de uso são uma celebração em que homens e espíritos brincam e festejam as boas energias. Elas são feitas por artesãos da aldeia a partir de saberes tradicionais passados de geração em geração e utilizam matéria-prima obtidas da natureza de forma sustentável como o broto do buriti, que gera a palha, e sementes de frutos para a confecção dos "olhos" das máscaras; e para tingir são utilizados o jenipapo (tinge de preto); o urucum (pinta de vermelho); e açafrão (coloração amarela); os dentes de piranha e de peixe-cachorra, formam respectivamente, a "boca" e a "machadinha", que fazem parte dos artigos de luxo das máscaras.

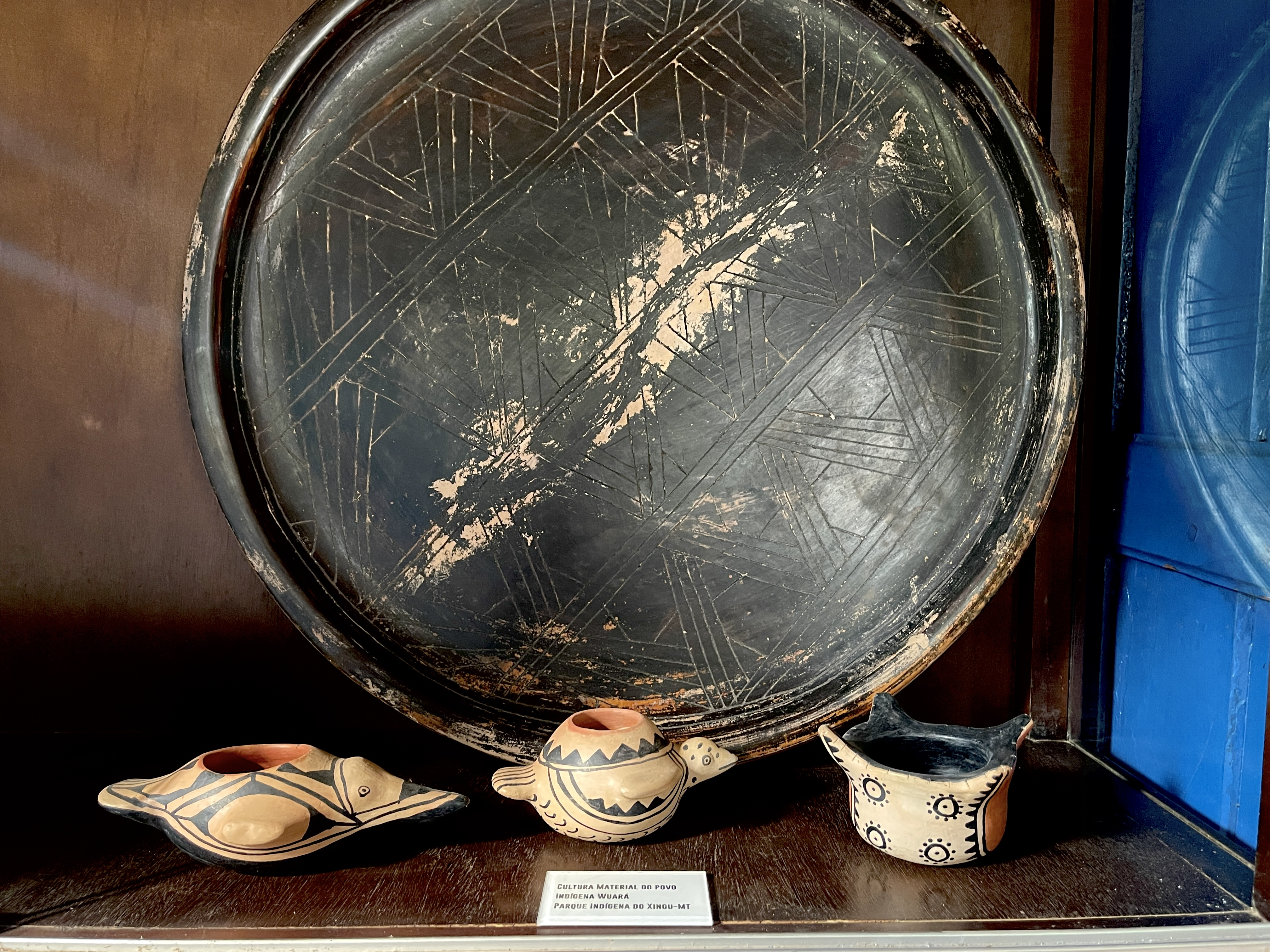
Vasilhas cerâmicas Waurá em formatos animais e prato para o preparo do beiju em exposição no MHNMT.

Além disso, fazem parte do acervo do Museu vasilhas de cerâmica em forma de animais e um prato para o preparo do beiju da tapioca. Os vasilhames cerâmicos dos Waurá são importantes condutores de modos de saber-fazer e de prestígio social interno, uma vez que sua confecção e beleza estética contribuem para a economia da aldeia e na promoção do reconhecimento sociocultural.

## A Casa Dom Aquino: Arquitetura Colonial

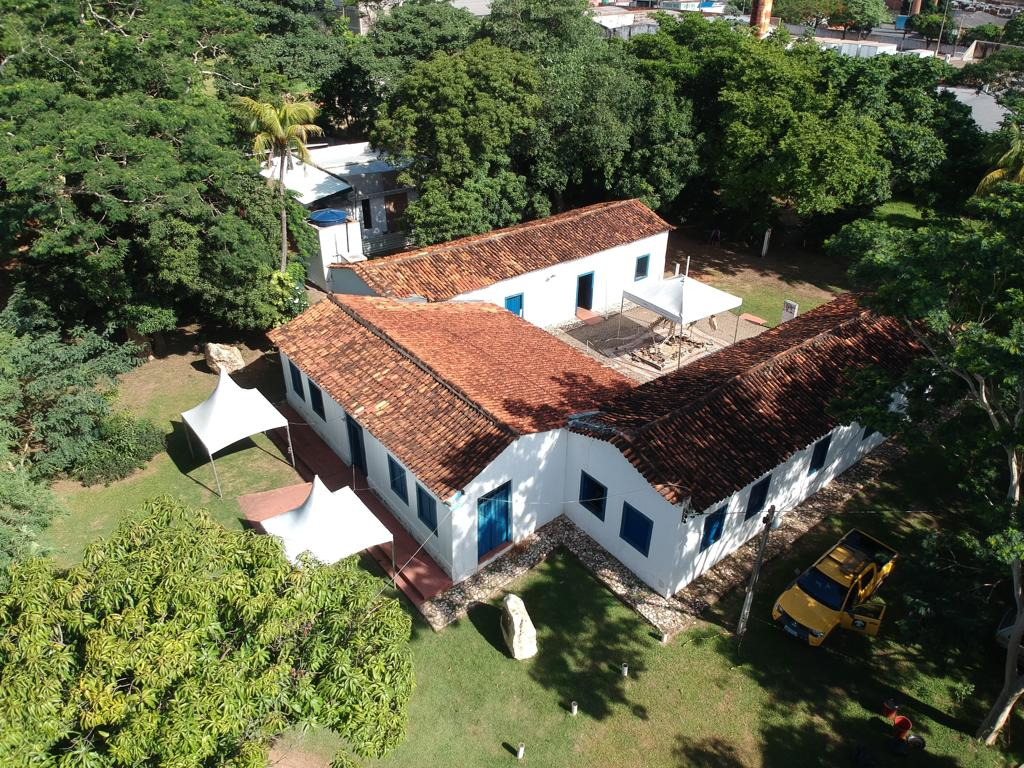
Vista aérea do MHNMT, abrigado na Casa Dom Aquino.

A Casa Dom Aquino, sede do Museu de História Natural de Mato Grosso, é uma construção de 1842 em adobe com um distinto formato em "U" e uma encantadora fachada colonial. Estrategicamente posicionada às margens do rio Cuiabá, a poucos metros de distância, a Casa conta com doze cômodos exibindo uma arquitetura singular. Suas janelas, modeladas no estilo guilhotina e ornamentadas com caixilhos de vidro, conferem elegância à estrutura.

Com o passar do anos, algumas alterações foram essenciais para a manutenção da Casa. Entre elas a mudança de parte do piso, algumas telhas foram trocadas, adição de forro de madeira nos cômodos, exceto na entrada (exibindo o modo construtivo), substituição das janelas de guilhotina por janelas de madeira, pisos e rampas de acessibilidade. Além disso, o calçamento em quartzo que envolve a residência foi revitalizado, realçando ainda mais sua imponência e fazendo lembrar a calçada original. 

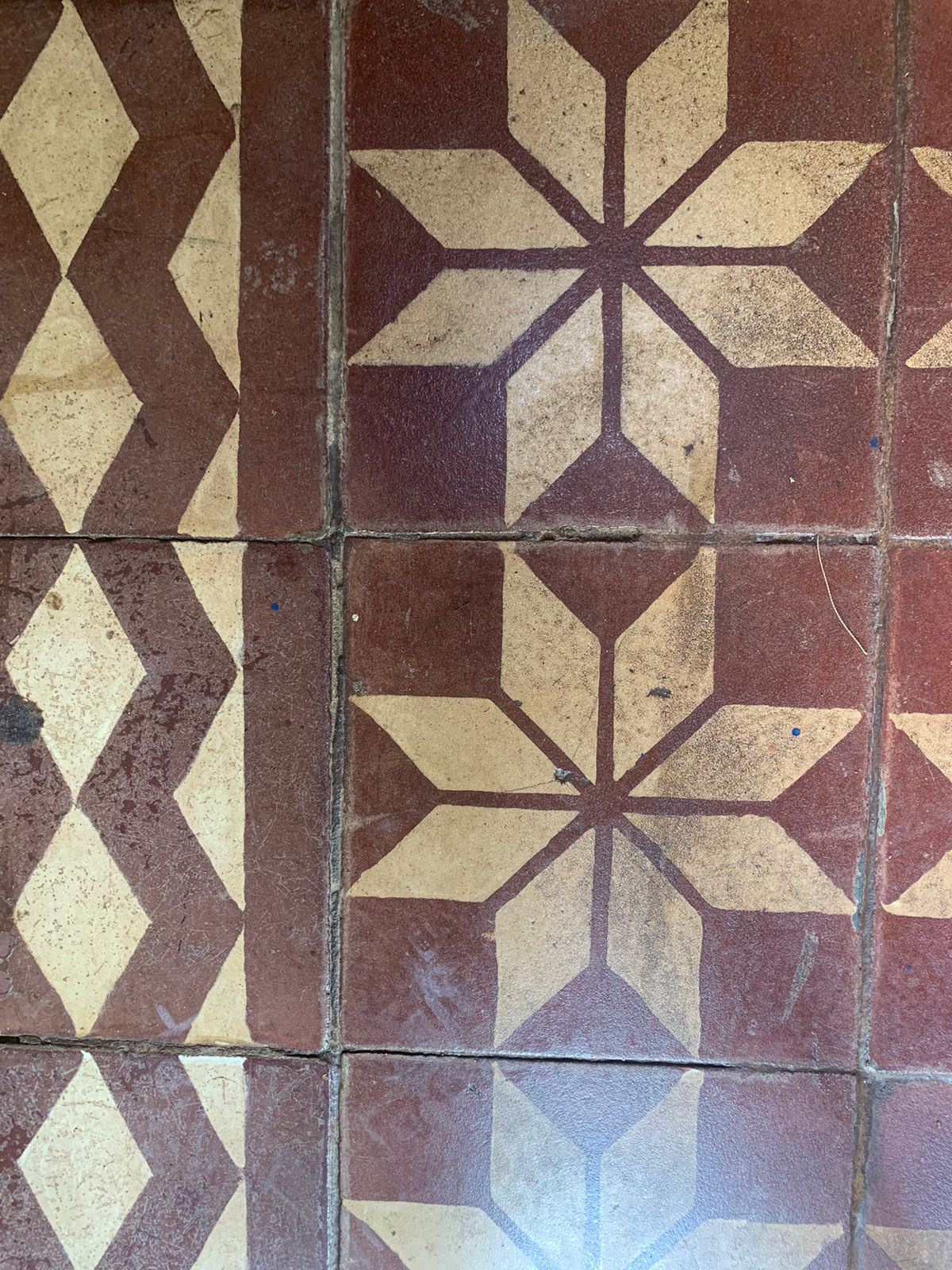
Novo piso cerâmico do Casarão.

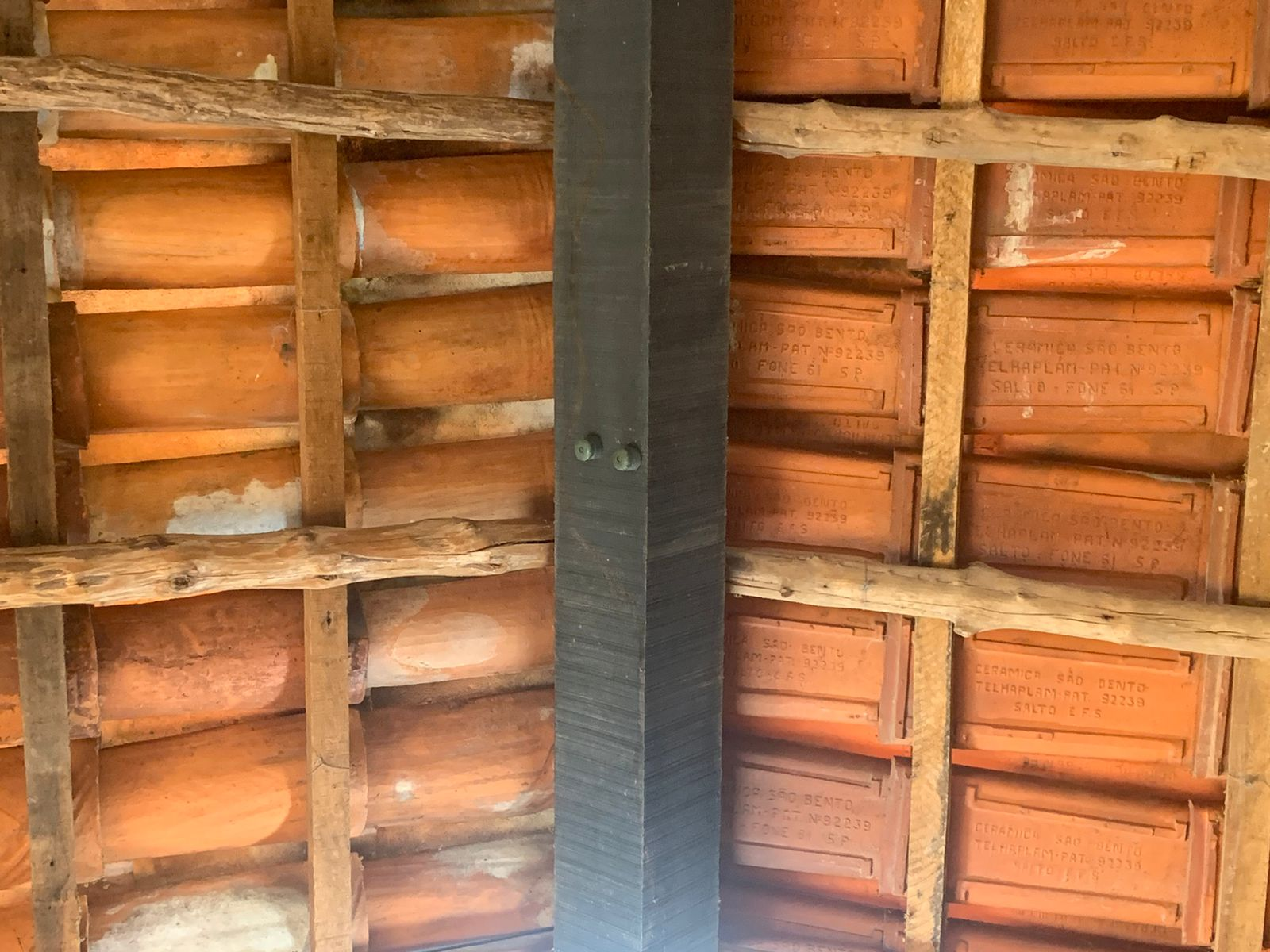
Telhas da entrada da Casa. Divididos pela viga de madeira: à esquerda telhas artesanais do período, à direita telhas industriais contemporâneas.

As especificidades deste casarão, forma arquitetônica e localização, estão vinculadas ao momento histórico em que foi construído e guarda semelhanças com os casarões do Nordeste e do Sudeste. As casas das elites de Cuiabá eram simples, tendo em vista os desafios para fazer chegar as matérias-primas via rio Cuiabá, bem como as preferências culturais e geográficas manifestadas pelos habitantes da então pacata cidade.
Esta residência é conhecida por alguns historiadores como a "Casa Predestinada", pois nela nasceram duas personalidades ilustres do Estado de Mato Grosso de famílias distintas e em diferentes épocas:  Joaquim Duarte Murtinho (1848-1911) e Francisco de Aquino Correia (1885-1956).
A história da Casa também perpassa pela história de cidadãos que não foram os "grandes moradores" citados acima. Na década de 1950 a residência foi transformada em uma fábrica de sabão. Já nos 1970, passou a ser sede da Associação Atlética do Banco do Brasil (AABB). Em 1974 ocorreu uma das maiores enchentes do rio Cuiabá, atingindo a Casa Dom Aquino e diversos bairros. Por conta disso, a AABB mudou a sua sede; e muitas famílias desabrigadas pela enchente, ocuparam o Casarão. Nos anos 1990, essas famílias foram realocadas para outros bairros e a casa passou a ser propriedade do estado.
Em 1998, o Instituto Ecoss em parceria com a Secretaria de Estado de Cultura, Esporte e Lazer de Mato Grosso transforma o Casarão em uma instituição de salvaguarda de bens arqueológicos e paleontológicos da região.   

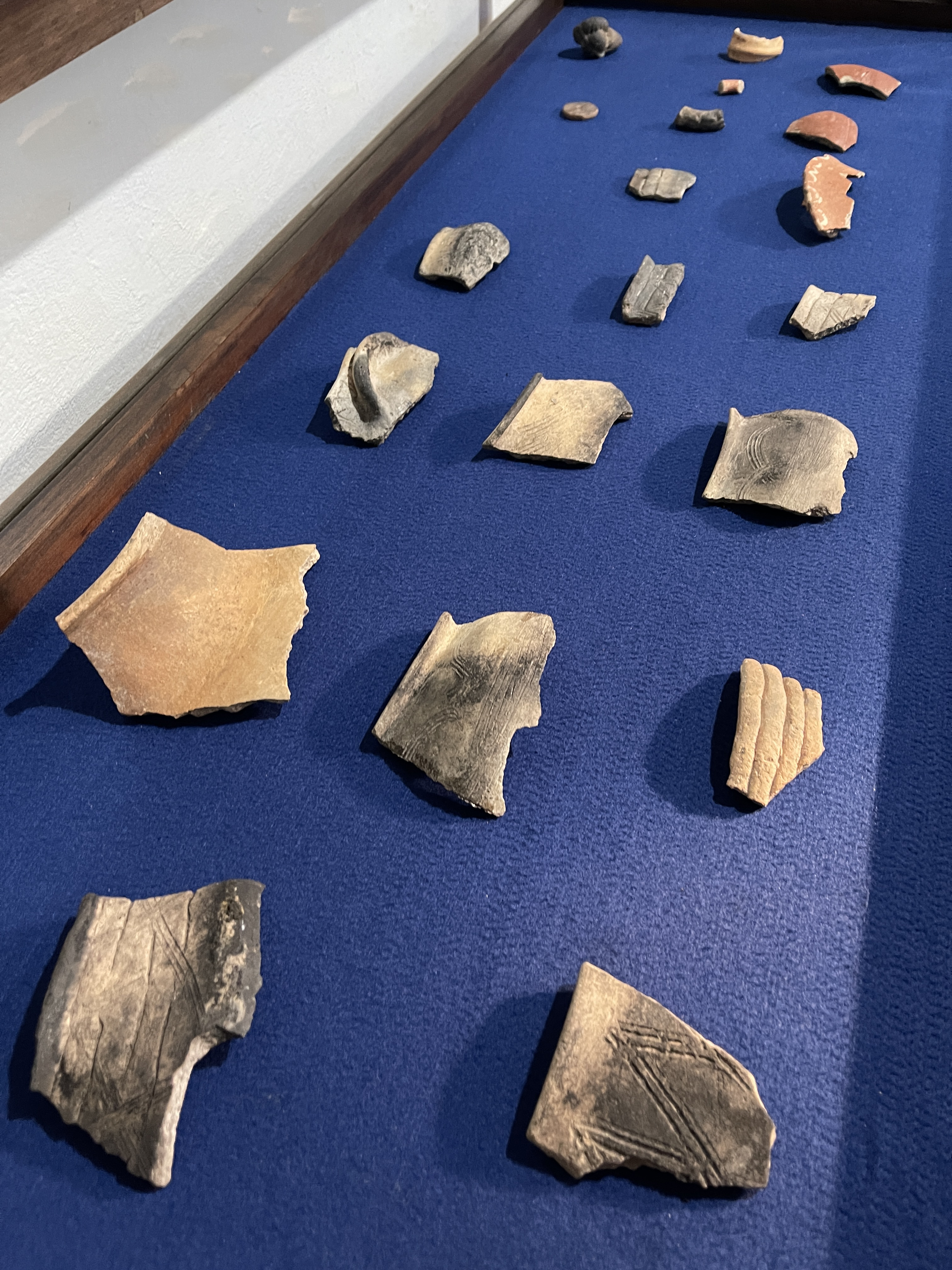
Cerâmica com desenhos geométricos. Pertence a tradições cerâmicas de matriz africana em exposição no MHNMT.

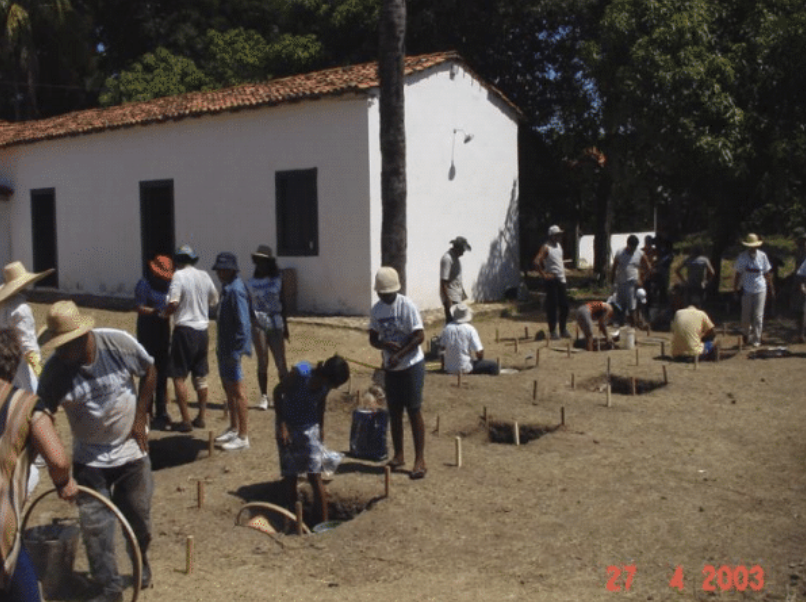
Escavação arqueológica no entorno da Casa Dom Aquino durante o projeto "Sítio-escola" (2003-2004).

Em 2003 e 2004, foi realizada uma escavação arqueológica, no entorno da Casa, pelo Instituto Ecoss com a colaboração da Univag, através de um projeto denominado "Sítio-escola" autorizado Instituto de Patrimônio Histórico e Artístico Nacional. A partir desta pesquisa, foram encontrados artefatos de grande importância, que recontam a história do Casarão e de seus moradores. Dos quais, destacam-se os mais de mil fragmentos de peças "cerâmicas afro-brasileiras" e um cachimbo, identificadas por meio dos desenhos geométricos e incisões que remetem a tradição cerâmica iorubá. Muito provavelmente, estas cerâmicas foram produzidas por grupos subalternos regionais, como escravizados que viveram na Casa no século XIX. Outros artefatos também foram encontrados como: ossos de animais, moedas, talheres, fragmentos de vidrarias, porcelanas e faianças.
E em 2006, a Casa se torna sede do Museu de História de Mato Grosso e passa a abrir ao público.

### Arredores do Museu

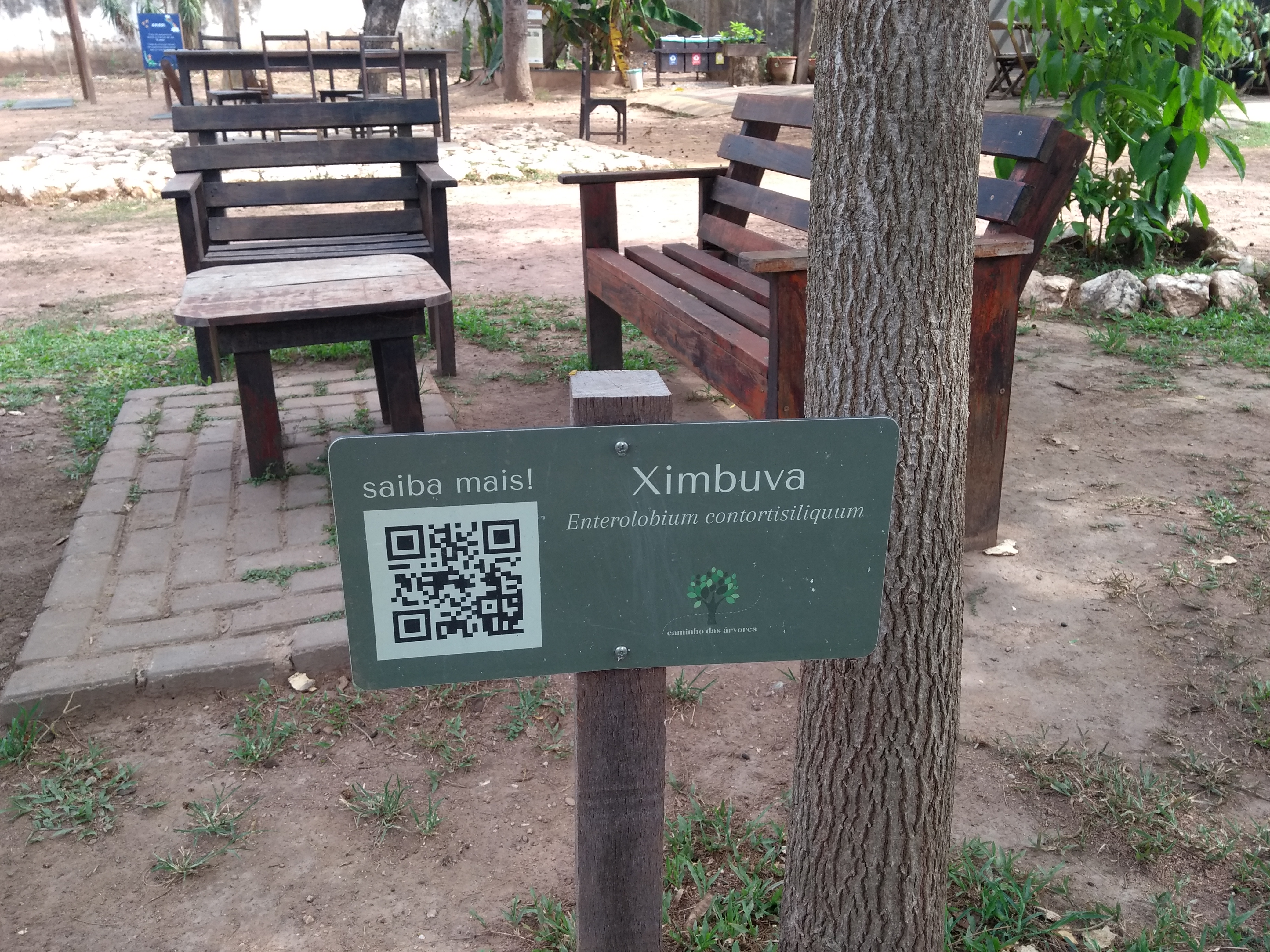
Placa com QR Code encontrada nos arredores do museu

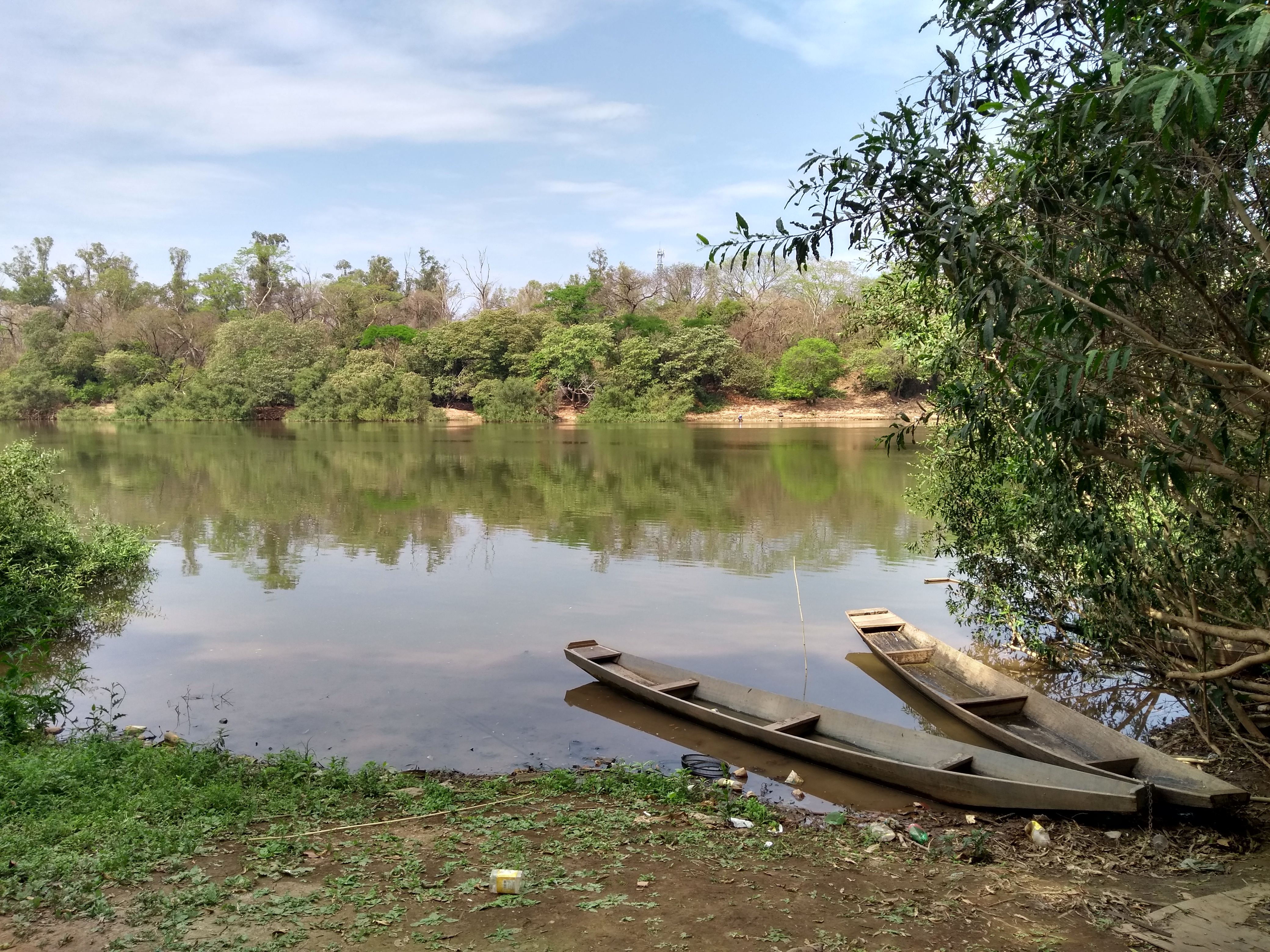
Área verde nos arredores do Museu

Aliados aos processos de revitalização, houve também os projetos de reflorestamento da mata ciliar organizados nos anos 2000, uma vez que o rio Cuiabá era via de tráfego de pessoas e de mercadorias inexistindo vegetação às margens do rio. Atualmente a área verde do Museu totaliza cerca de 10.000 metros quadrados. Em 2021, um levantamento realizado por uma discente da UFMT identificou as espécies da flora existentes no entorno da casa. Com esta identificação, a equipe do Museu em parceria com a pesquisadora criou o projeto "Trilha das árvores", que disponibilizou placas com QR Code em algumas plantas, permitindo que os visitantes acessem as informações. Veja a seguir a lista de espécies vegetais observadas no MHNMT:
| Nome Popular   | Família       | Origem  |
| -------------- | ------------- | ------- |
| Bocaiuva       | Arecaceae     | nativa  |
| Cajazinho      | Anacardiaceae | nativa  |
| Cerejeira      | Fabaceae      | nativa  |
| Chico Magro    | Malvaceae     | nativa  |
| Farinha seca   | Fabaceae      | nativa  |
| Flamboyant     | Fabaceae      | exótica |
| Ingá           | Fabaceae      | nativa  |
| Ipê branco     | Bignoniaceae  | nativa  |
| Ipê rosa       | Bignoniaceae  | nativa  |
| Jacarandá      | Bignoniaceae  | nativa  |
| Jenipapo       | Rubiaceae     | nativa  |
| Louro          | Boraginaceae  | nativa  |
| Mangueira      | Anacardiaceae | exótica |
| Mogno          | Meliaceae     | nativa  |
| Munguba        | Malvaceae     | nativa  |
| Pata de vaca   | Fabaceae      | exótica |
| Pitomba        | Fabaceae      | nativa  |
| Seriguela      | Anacardiaceae | exótica |
| Sete cascas    | Fabaceae      | nativa  |
| Tamarindo      | Fabaceae      | exótica |
| Tarumã         | Lamiaceae     | nativa  |
| Tento Carolina | Fabaceae      | exótica |
| Ximbuva        | Fabaceae      | nativa  |

## Reserva técnica

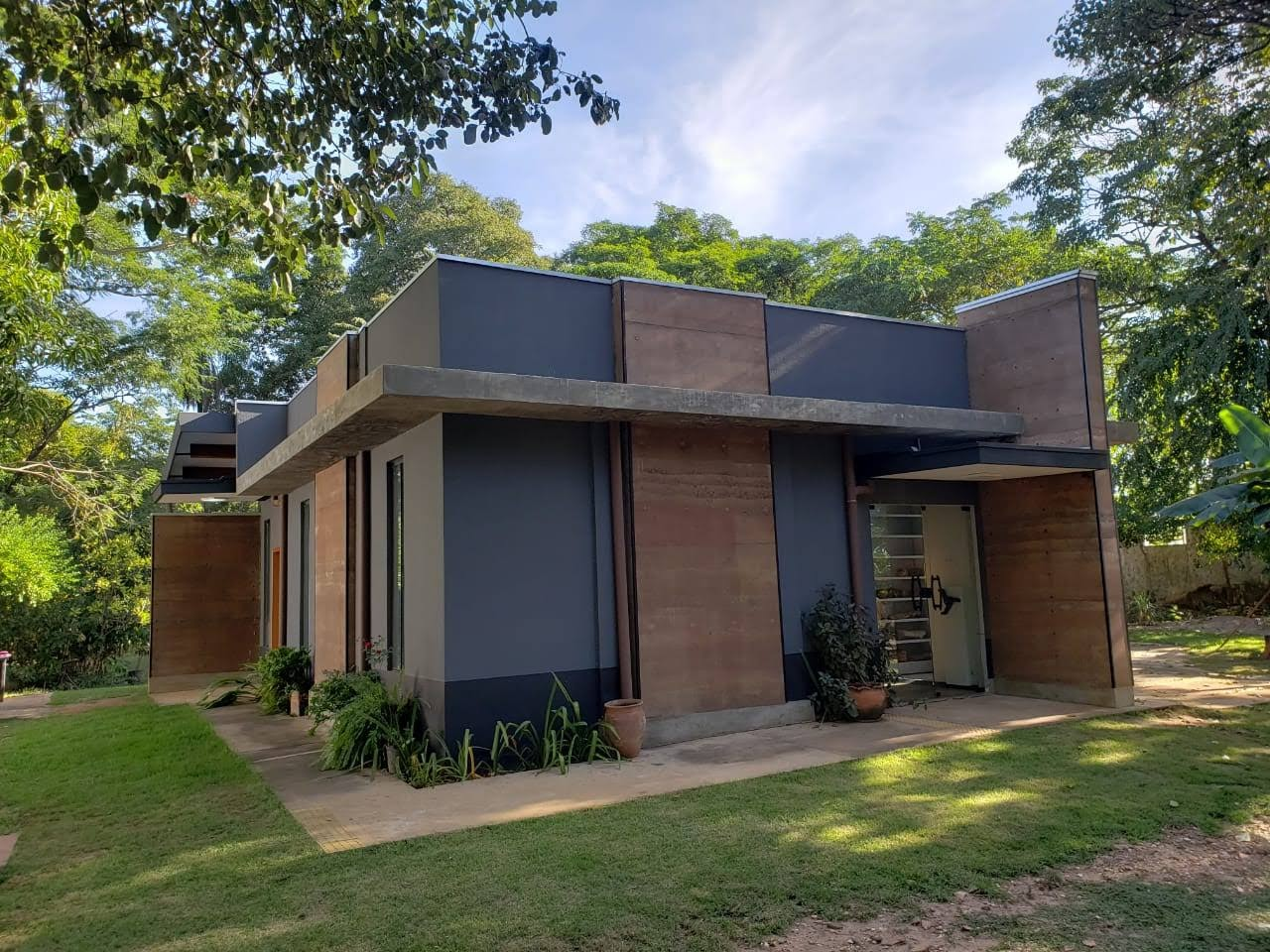
Reserva Técnica do MHNMT.

Construída em 2019 em parceria com o Instituto Ecoss, a Reserva Técnica do MHNMT é equipada (ar-condicionado, umidificador, desumidificador, armários deslizantes, estereomicroscópios binoculares e demais equipamentos) e possui uma equipe de profissionais, estando apta para a salvaguardar coleções arqueológicas e paleontológicas. Atualmente, esta Reserva Técnica, configura-se como a mais bem equipada e com maior espaço físico de Mato Grosso, possibilitando cumprir o seu papel de proteger os acervos de suma importância, bem como o incentivo à pesquisa e a democratização do Patrimônio mato-grossense.

## Ligações Externas
Coleção digital do MHNMT no Tainacan
Tour 360 pelo Museu